# 1216 Асканія
1216 Асканія (1216 Askania) — астероїд головного поясу, відкритий 29 січня 1932 року.
Тіссеранів параметр щодо Юпітера — 3,609.